# Hohes Tor (Olsztyn)

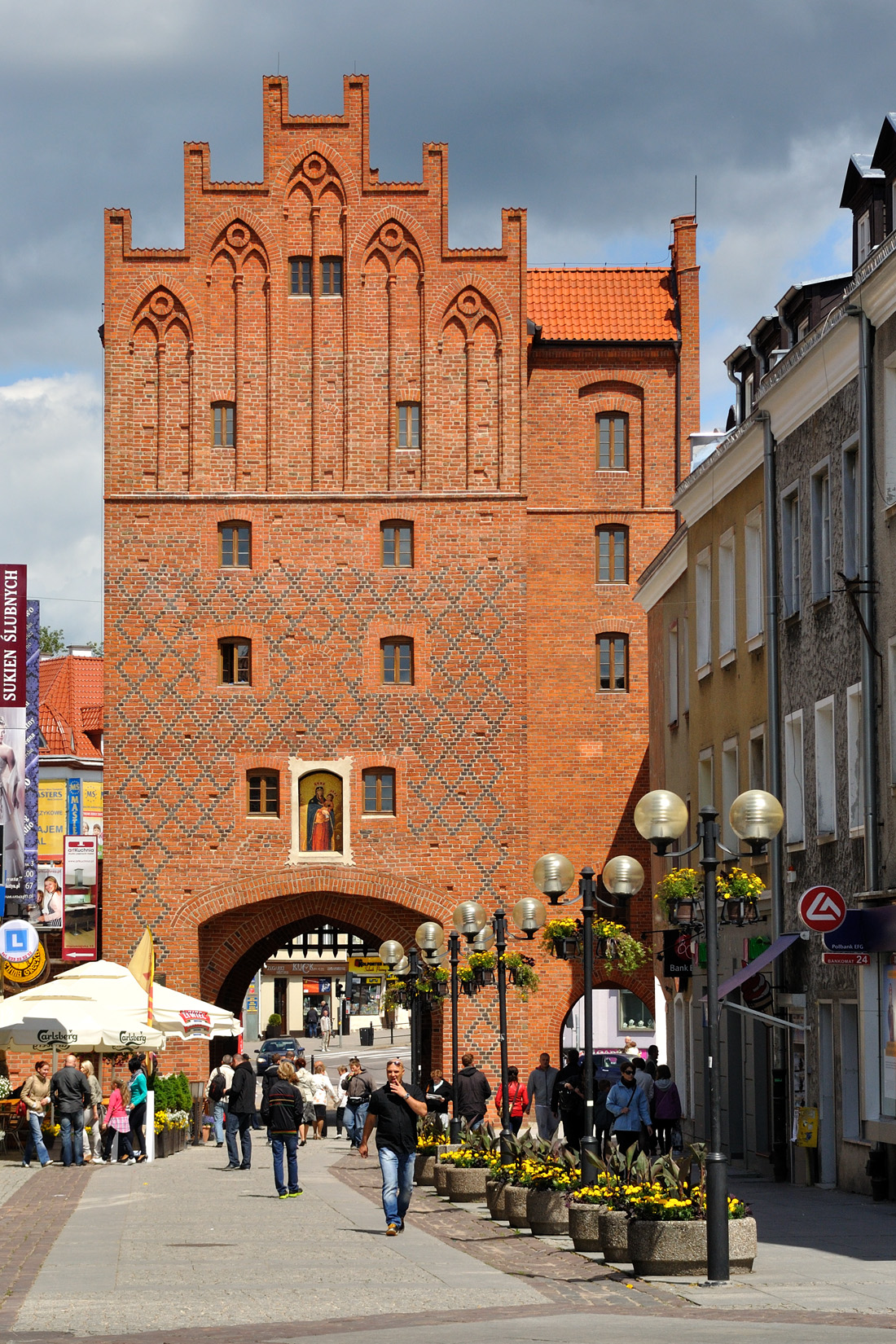
Hohes Tor, Altstadtseite

Das Hohe Tor (auch Obertor) ist ein unter Denkmalschutz stehendes Bauwerk der Backsteingotik in Olsztyn (deutsch Allenstein) in der Woiwodschaft Ermland-Masuren, früher zu Ostpreußen gehörend, in Polen.

## Geschichte
Das Hohe Tor ist Teil der ehemaligen Befestigung der Stadt und eines von ehemals drei Stadttoren. Es liegt im nordöstlichen Bereich der Altstadt. 
Errichtet wurde das Tor im 14. Jahrhundert in der ersten Bauetappe der Burg des Domkapitels von Ermland aus Backstein. Es hat vier Stockwerke, eine weitere Etage im Bereich des Giebels und ist mit einem Satteldach versehen. 1788 wurde das Tor umgebaut und als Zeughaus genutzt. Ab 1858 diente es als Gefängnis. Darin saß der polnische Historiker, Ethnograf und Dichter Wojciech Kętrzyński (1838–1918) 1863 wegen  Waffenschmuggels für polnische Aufständische ein. An ihn erinnert eine Gedenkplakette.
Ab 1898 wurde ein Polizeikommissariat im Tor untergebracht. Ende des 19. Jahrhunderts wurde der Turm erneut baulich verändert; so erhielt er einen Durchgang für Fußgänger. Die Zerstörungen weiter Teile der Altstadt durch Brandstiftung im Januar 1945 nach der Besetzung der Stadt durch die Rote Armee in der Endphase des Zweiten Weltkriegs überstand das Hohe Tor.
Im Jahr 2003 wurde das Hohe Tor renoviert. Zur Erinnerung an das Jubiläum zum 650-jährigen Bestehen der Stadt in diesem Jahr wurde eine Gedenkplakette am Hohen Tor angebracht. Als Geschenk von Papst Johannes Paul II. an die Bürger der Stadt wurde in einer Nische auf der Altstadtseite ein Glasmosaik eingesetzt, das Maria als Friedenskönigin zeigt. Angefertigt wurde das Mosaik in einer Werkstatt in Rom. Eine Bronzetafel erinnert an die Schenkung. Eine weitere Bronzetafel mit dem Porträt des Papstes wurde 2006 zum ersten Todestag Johannes Paul II. geweiht.

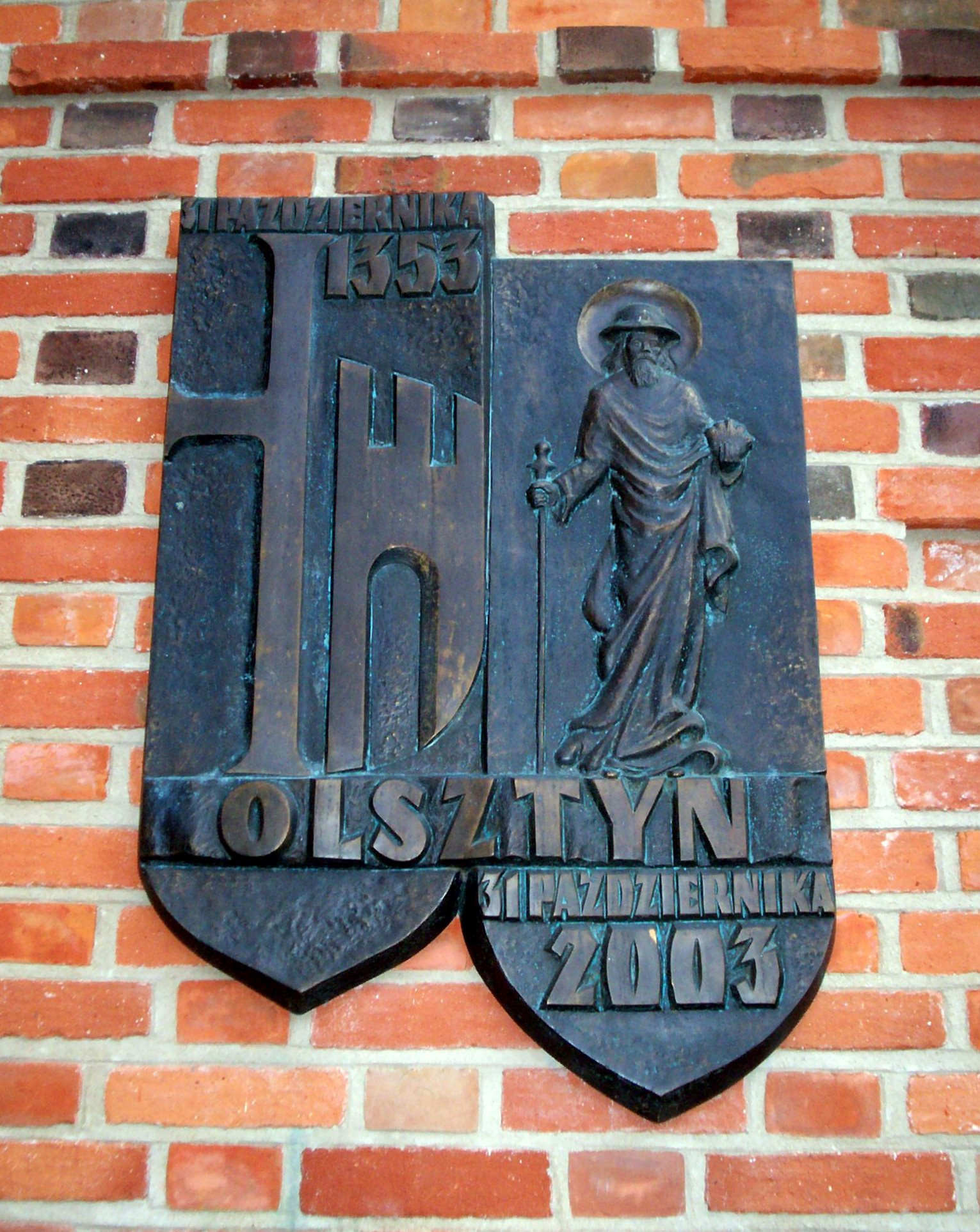
Plakette zum Gedächtnis an das Stadtjubiläum 2003
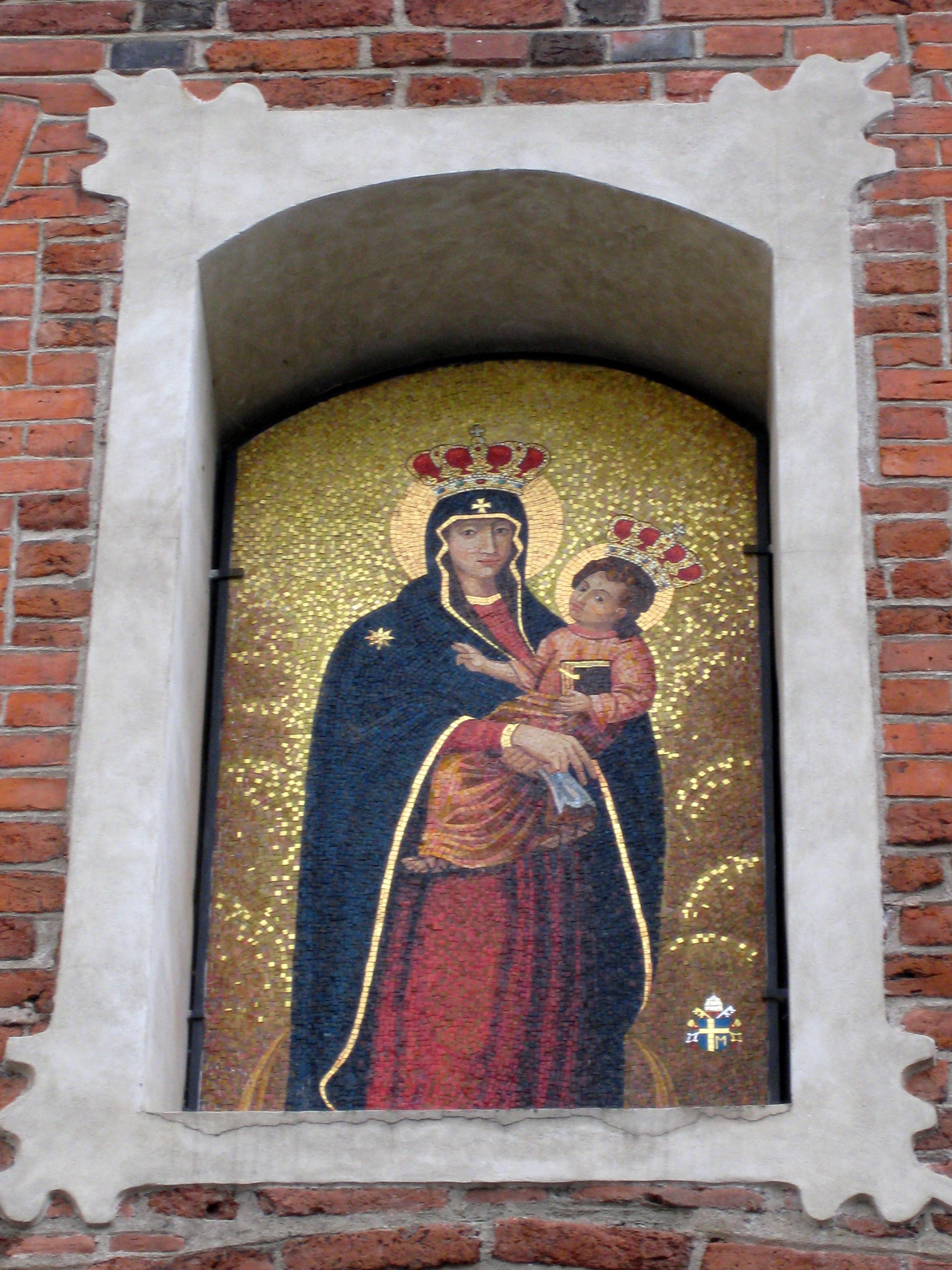
Mosaik Maria als Friedenskönigin, Geschenk von Papst Johannes Paul II.
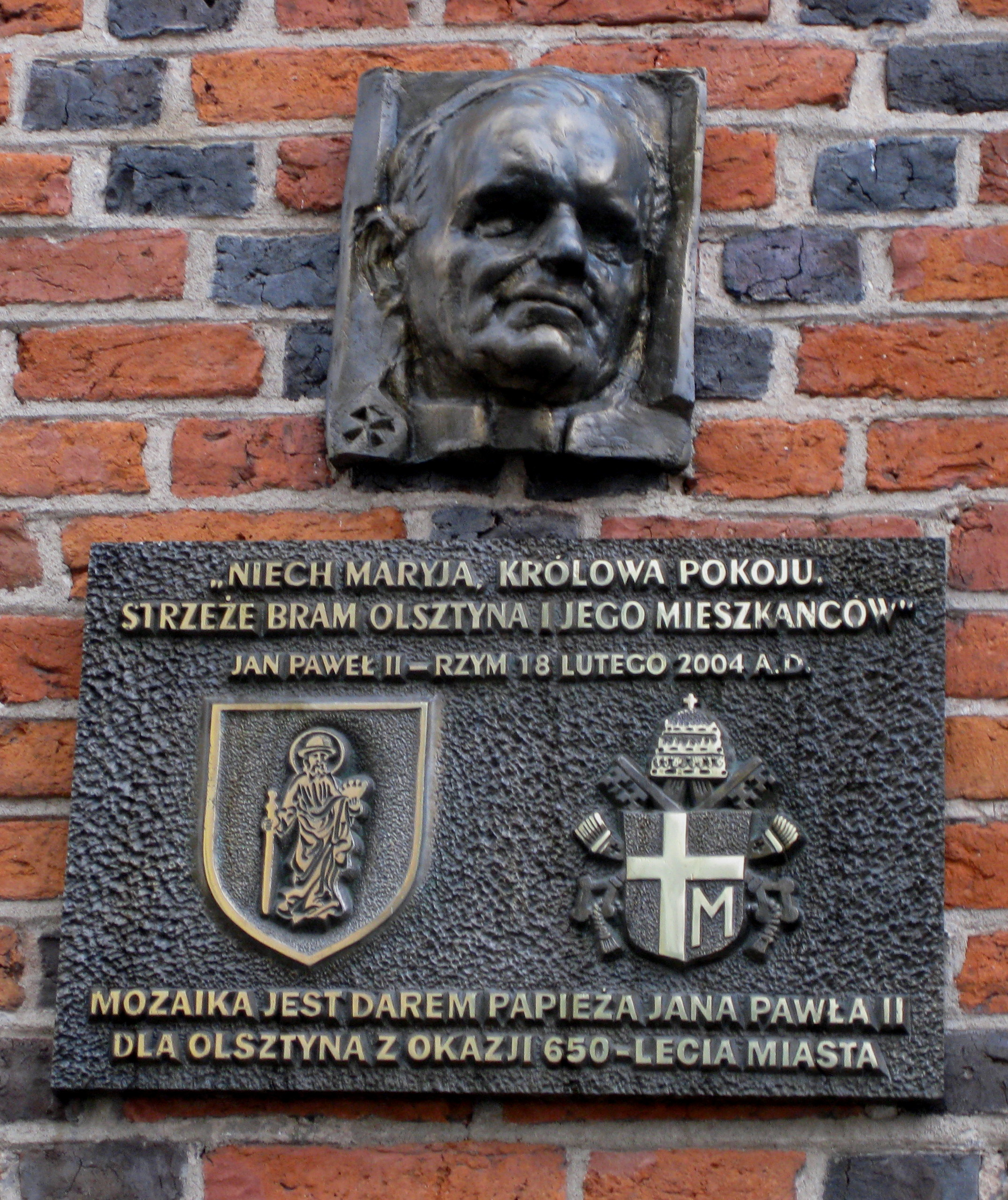
Gedenkplakette und Bronzeporträt des Papstes
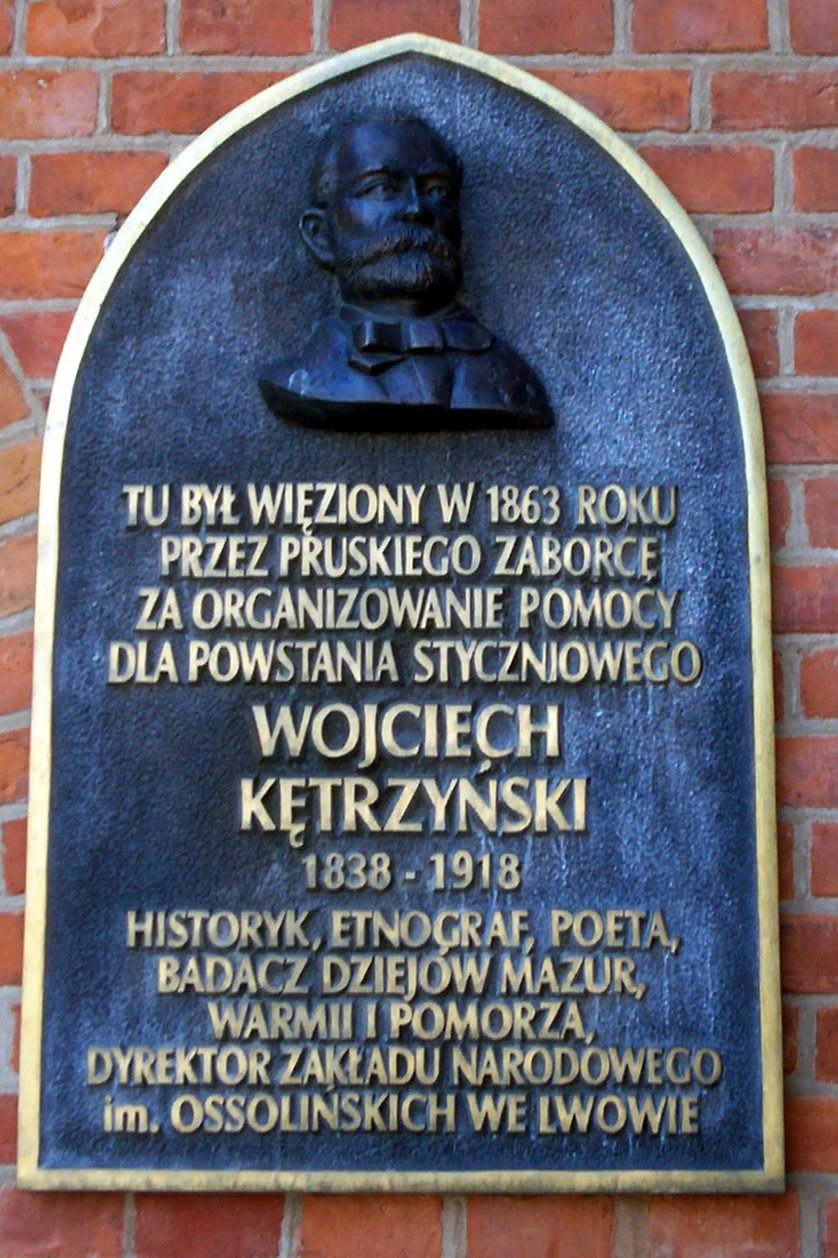
Plakette zur Erinnerung an Wojciech Kętrzyński